# Herbert Janssen
Herbert Janssen (Colònia, Alemanya, 22 de setembre de 1892 – Nova York, 3 de juny de 1965) va ser un baríton alemany nacionalitzat nord-americà.
Va estudiar Dret i va servir en la Primera Guerra Mundial. Va debutar el 1922 a la Staatsoper de Berlín, on va formar part de l'elenc fins al 1938 i va obtenir un gran èxit en rols de Wagner, Verdi i el repertori francès.
En 1938, i a causa del règim nazi, va abandonar Alemanya i va partir cap a Buenos Aires, a instàncies d'Arturo Toscanini, que la va sol·licitar per a la seva Fidelio a Salzburg el 1944. Després es va establir als Estats Units cantant a Filadèlfia i al Metropolitan Opera de Nova York entre 1939 i 1952. Va ser molt requerit en les companyies d'òpera nord-americanes.
Entre 1937 i 1948 va cantar regularment el Teatre Colón de Buenos Aires, anteriorment va ser estrella al Covent Garden (1926 - 1939) i en el Festival de Bayreuth (1930 - 1937), on després d'una representació va ser convidat a sopar amb Adolf Hitler. Janssen va respondre, "Puc cantar per a ell, però no asseure'm a la seva taula", la qual cosa li va valer l'enemistat i la censura dels nazis. Janssen va haver de fugir la mateixa nit i la seva dona va ser interrogada pels nazis. Després de l'interrogatori, ella també va fugir a Buenos Aires, gràcies a Toscanini.
Ideal com a cantant wagnerià va ser molt apreciat com a Kurwenal, Wolfram, Amfortas, Gunther, Telramund, Kothner, Donner, Heerrufer.
Les seves tardanes aparicions com a Wotan i Hans Sachs no van ser tan reeixides perquè el seu registre pertanyia en realitat al de baríton i no baix-baríton.
Va cantar diverses temporades al Gran Teatre del Liceu de Barcelona.